# Berliner Weisse

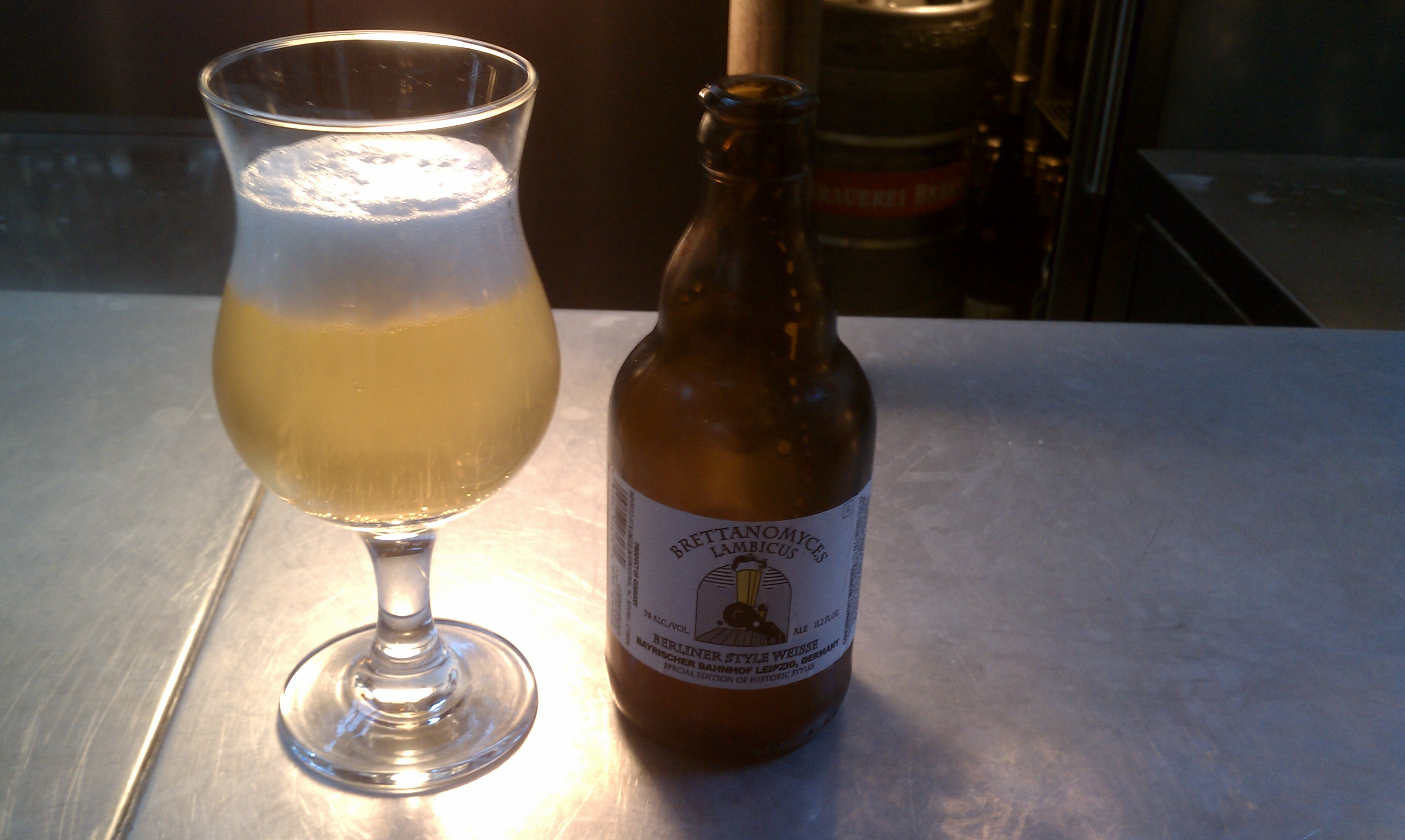
Berliner Weisse

Berliner Weisse (tradução do alemão: cerveja branca berlinense; ortografia alemã, Berliner Weiße) é uma cerveja turva, ácida e branca de cerca de 3% ABV. É uma variação regional sobre o estilo de cerveja branca do Norte da Alemanha, que remonta ao século XVI. Pode ser feito a partir de combinações de cevada e de malte de trigo, com a estipulação de que os maltes são secos a temperaturas muito baixas para minimizar a formação de cor. A fermentação ocorre com uma mistura de bactérias e levedura de ácido láctico, um pré-requisito que cria o gosto ácido láctico, uma característica distinta de uma Berlim Weissbier

No final do século XIX a Berliner Weisse era a bebida alcoólica mais popular em Berlim, com até 50 cervejarias a produzi-la. No final do século XX, havia apenas duas fábricas de cerveja restantes em Berlim produzindo. Foi criado para o estilo uma Indicação Geográfica Protegida de Estilo na UE, que só podem ser aplicadas às cervejas produzidas em Berlim. Há um número de fabricantes de cerveja americanos e canadenses que fazem uma cerveja de estilo semelhante e dão o seu produto o rótulo Weisse

## História
A maioria dos historiadores de cerveja traçam as origens da Berliner Weisse a uma cerveja que era produzida em Hamburgo, e que foi copiada e desenvolvida pela cervejaria do século XVI Cord Broihan. A cerveja da Coird Broihan, Halberstädter Broihan, tornou-se muito popular, e uma versão estava sendo fabricada em Berlim pelo médico Berlim JS Elsholz na década de 1640. Uma possibilidade alternativa, dada pelo jornalista e historiador britânico Roger Protz entre outros, é que emigrantes de origem huguenotes desenvolveram a cerveja a partir das Red e Brown Ales locais conforme eles se moviam de Flanders em direção ao norte de Alemanha. Algumas fontes, tais como Dornbusch, dão a data de 1572 como sendo o mais antigo registro da cerveja sendo fabricada em Berlim.

## Apresentação
A cerveja Berliner Weisse é muitas vezes servida em um copo em forma de tigela com xaropes aromatizados, como framboesa (Himbeersirup), ou aroma artificial de aspérula (Waldmeistersirup). A cerveja pode também ser misturado com outras bebidas, tais como Pale Lager, a fim de equilibrar a acidez.